# Prostý graf

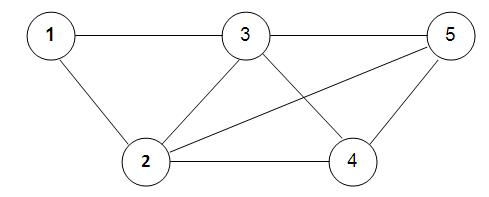
Ukázka prostého grafu.

V teorii grafů se termínem prostý graf označuje takový graf, jenž neobsahuje žádnou rovnoběžnou hranu. Avšak může obsahovat smyčky.

## Počet hran
Označme si písmenem {\displaystyle u} počet uzlů v grafu. Prostý neorientovaný graf může obsahovat maximálně {\displaystyle {\frac {u*(u-1)}{2}}+u} hran. Orientovaná verze prostého grafu může obsahovat maximálně {\displaystyle u*(u-1)+u} hran. Jedná se o maximální počet hran obyčejného grafu + počet uzlů (pro započítání smyček).